# 哈頓灣

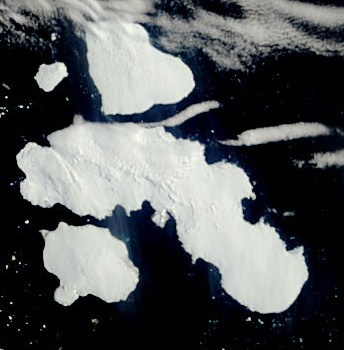
从上到下依次是：迪维尔岛、茹安維爾島（最大）和邓迪岛

哈頓灣（英語：Haddon Bay）是南極洲的海灣，位於葛拉漢地，處於茹安維爾島南岸，該海灣在1893年1月被發現，以英國教授命名，現時由南極條約體系管理。
63°18′S 55°44′W / 63.300°S 55.733°W